# 愛知県道386号平井牟呂大岩線

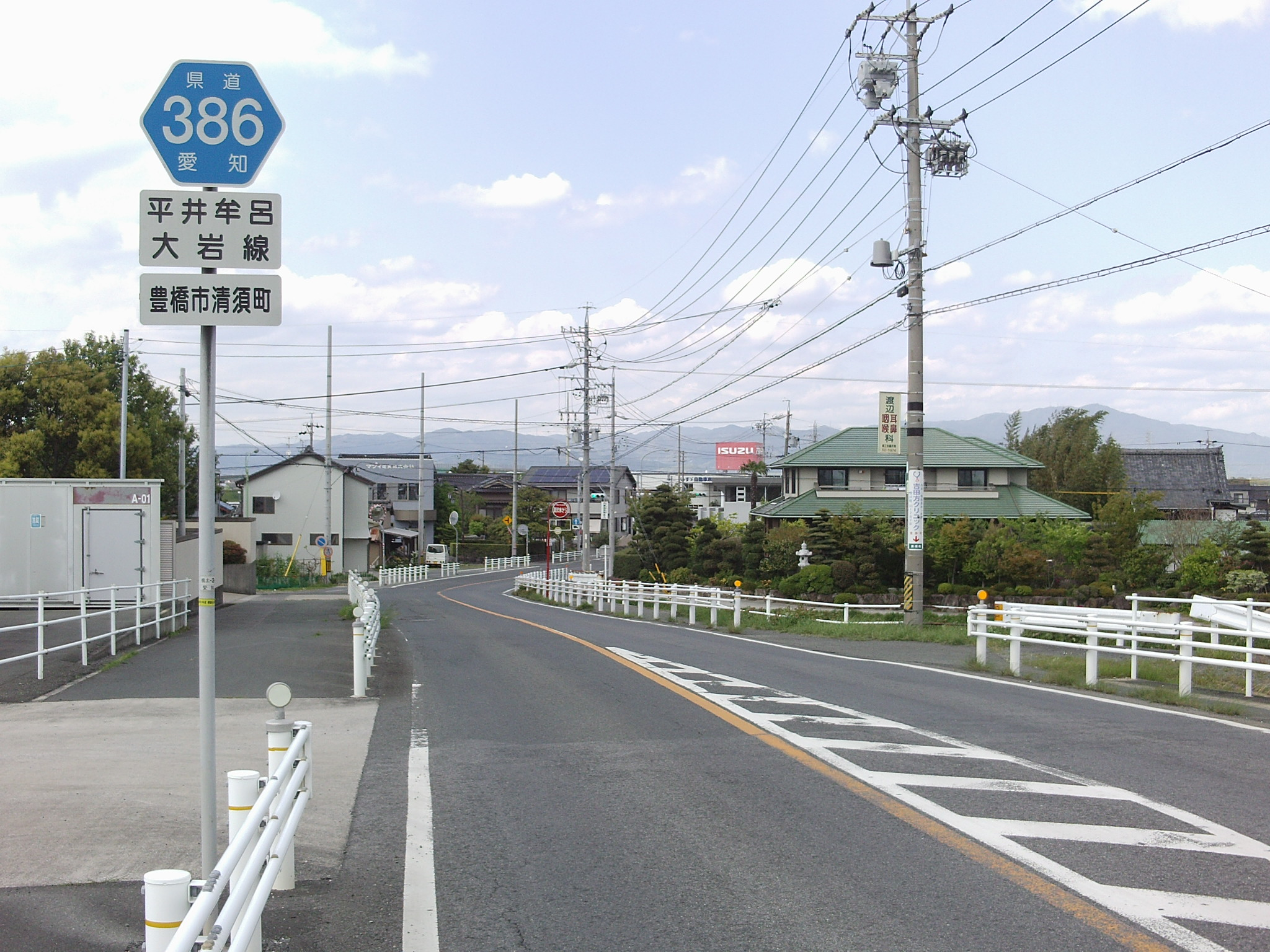
清須町。渡津橋の北。

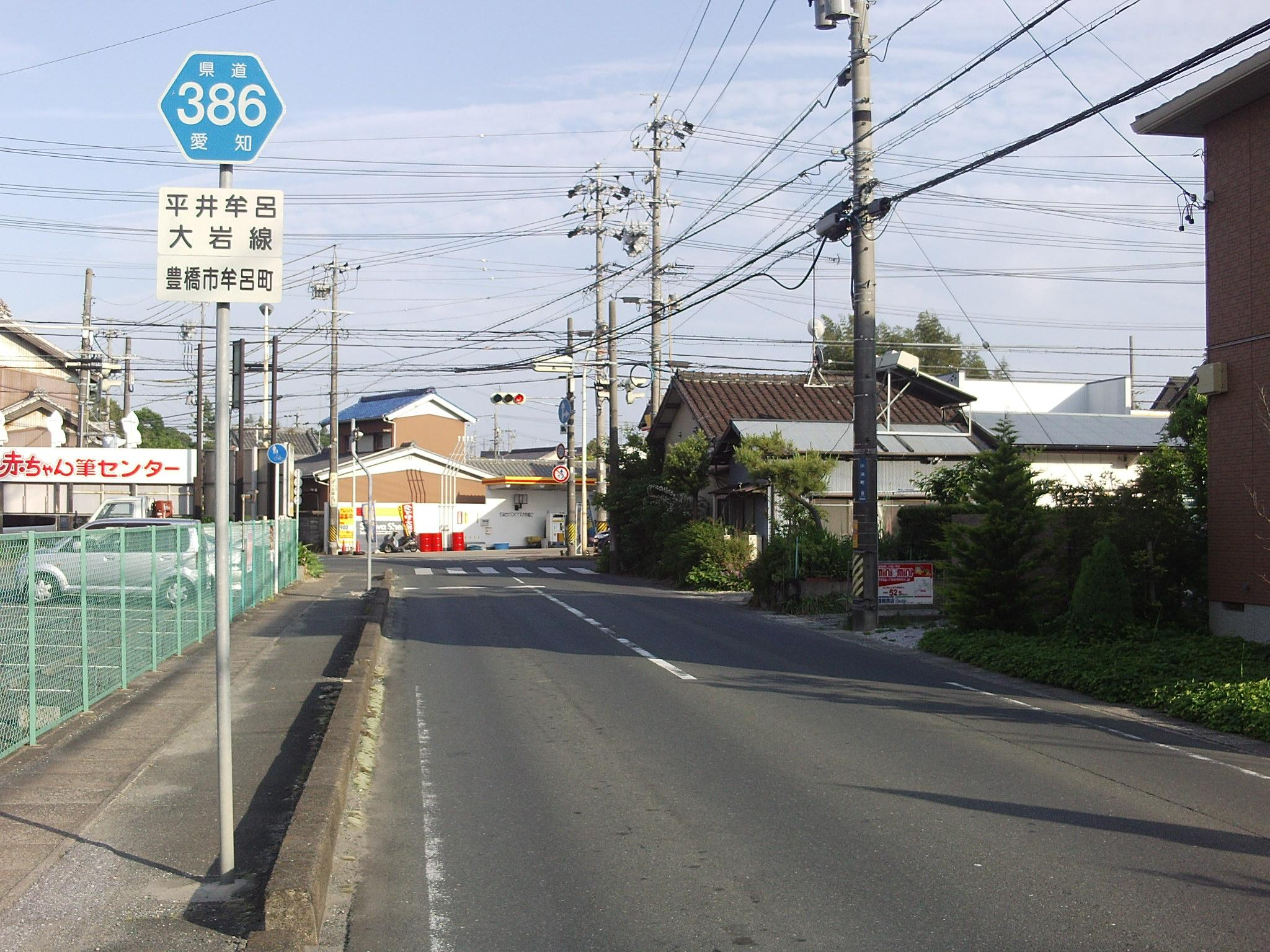
牟呂町。3地域の中間。

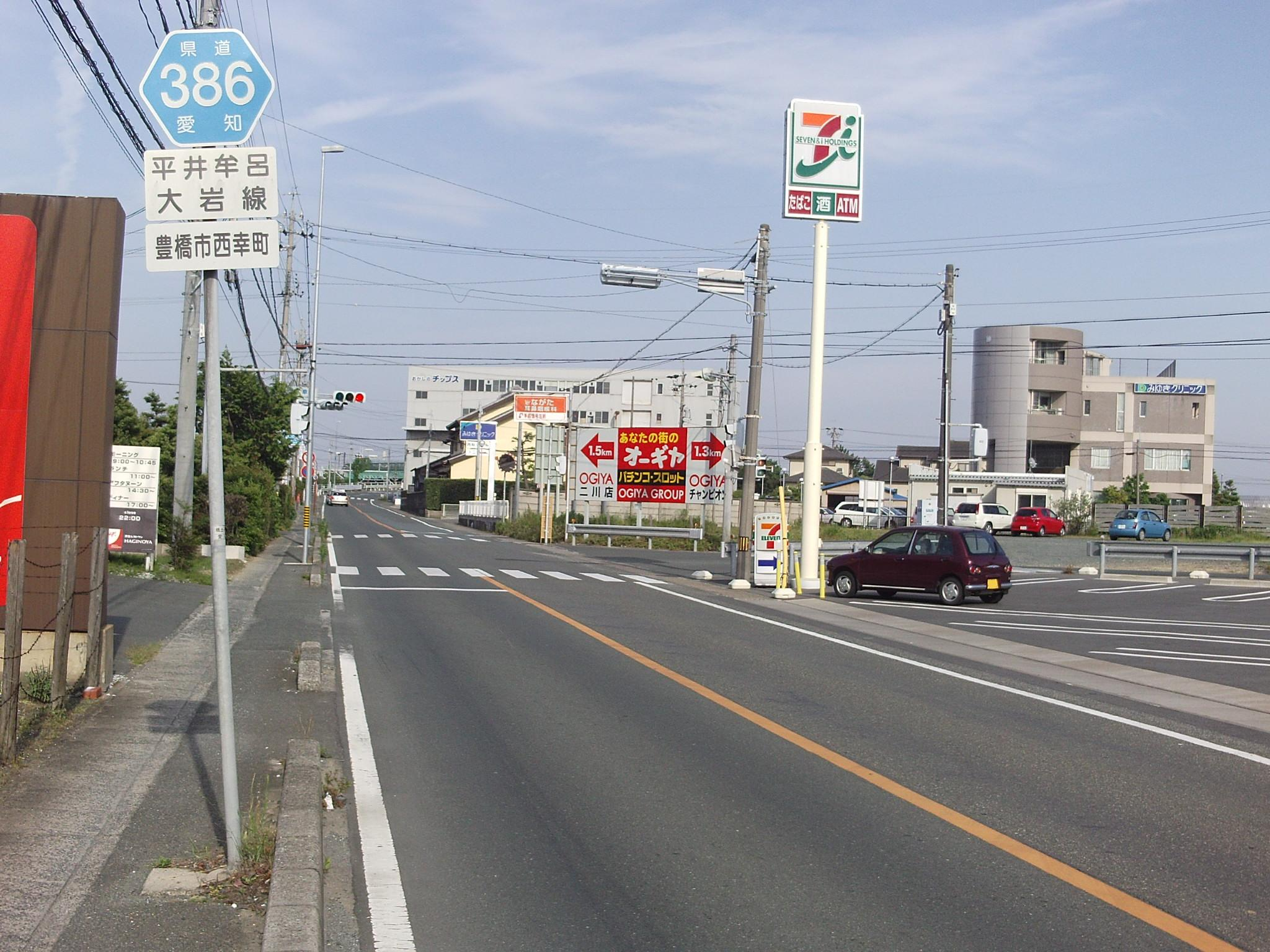
西幸町。東海道新幹線･JR東海道本線の跨線橋を越えて東へ進むと終点の大岩町。

愛知県道386号平井牟呂大岩線（あいちけんどう386ごう ひらいむろおおいわせん）は、愛知県豊川市から愛知県豊橋市に至る一般県道である。平井町・牟呂町・大岩町の3つの地域を通る。

## 概要
豊川市（旧小坂井町域）を起点として、豊橋市の市街地近郊を北西側から西回りで南東方向へ半環状に結ぶ路線である。他の道路との重複などのため、右左折する箇所が多い。

### 路線データ
- 起点：愛知県豊川市平井町（平井新橋交差点：愛知県道385号前芝小坂井停車場線交点）
- 終点：愛知県豊橋市大岩町（岩屋下交差点 ：国道1号交点、愛知県道3号豊橋湖西線起点）
- 全長：約12.8km

### 路面状況
全線に亘って2車線または一部が車線区分の無い道路である。
豊橋市牟呂坂津町付近では狭隘な住宅地を狭路で通過するほか、豊橋市豊橋柳生川南部土地区画整理事業区（旧牟呂町汐田地区）から小浜町交差点にかけては大型車同士のすれ違いに注意を要する箇所が存在する。
沿線住宅地の整備に伴い歩道を併設した広幅路区間、往年の住宅街を抜ける歩道のない区間等、通過地点により路面状況が変化する。

### 交通状況
豊川市旧小坂井町から豊橋市二川方面へ住宅街を中心に結ぶ生活道路であることから交通量は多く、国道1号、国道259号等との交差点では慢性的渋滞が時間帯を問わず発生する。

## 沿革
- 1959年12月15日 認定
- 2019年3月 豊橋市牟呂町字外神付近で経路変更：牟呂外神交差点経由に付替

## 交差・接続路線
- 愛知県道385号前芝小坂井停車場線（平井新橋交差点：交差分岐）
- 愛知県道387号清須下地線（清須町北交差点：県道502号上渡津橋方面）
- 愛知県道528号豊橋幸田線（蒲郡街道）（渡津橋北交差点・豊橋市小向町字下野間で重複）

小向町字下野/馬見塚町の県道528号分岐点は終日県道528号南行きから右折進入禁止の規制、鋭角に曲がる方向も進入・退出困難：地元の住人を除けば実質県道386号北行きから県道528号北行きに合流のみの一方通行
- 豊橋市道小向町・神野新田町19号線（かもめ通り：小向町字西小向/蜂ヶ尻・小向町交差点、北側の県道528号交点付近は幅員狭小）
- 豊橋市道牟呂外神1号線（牟呂外神交差点：藤沢町方面の近道）
- 豊橋市道牟呂大西町16号線（牟呂町大西交差点：県道31号移設計画ルート）
- 愛知県道393号豊橋港線（みなと大通り）（牟呂町市場交差点：以降市場橋の先、牟呂町字松島まで県道31号移設計画ルート、道路は更に牟呂町字奥山新田まで開通済）
- 愛知県道388号大山豊橋停車場線（南陽通り）（小浜町交差点）
- 愛知県道2号豊橋渥美線（大崎街道）（福岡小南交差点）
- 国道259号（田原街道）（時習館高南交差点・南栄駅前北交差点間で重複）
- 愛知県道405号小松原小池線（小松原街道）（北山交差点）
- 愛知県道31号東三河環状線（岩屋下交差点：交差、国道1号に重複）
- 国道1号（同上：交差）
- 愛知県道3号豊橋湖西線（立岩街道）（同上：直進）

## 通過する自治体
- 愛知県
  - 豊川市
  - 豊橋市

## 沿線周辺
- 豊川放水路（新橋）
- 豊川（渡津橋）
- 豊橋市民病院
- 牟呂用水
- 豊橋市立牟呂中学校
- 柳生川（市場橋）
- ホリデイ・スクエア
- 豊橋市立福岡小学校
- 愛知県立豊橋工科高等学校
- 愛知県立時習館高等学校
- 豊橋鉄道渥美線 南栄駅
- 豊橋市立南部中学校
- 豊橋市立幸小学校
- 岩屋観音

## 別名
- 立岩街道（豊橋市）